# Marco Rojas
Marco Rodrigo Rojas Walen (Hamilton, 5 de noviembre de 1991) es un exfutbolista neozelandés, hijo de padre chileno y madre neozelandesa. Se desempeña como centrocampista. Actualmente se desempeña en el Wellington Phoenix FC de la A-League de Australia. Fue internacional con la Selección de Nueva Zelanda.
Fue escogido como el futbolista del año de Oceanía de 2012, año en el que se había afianzado en el Melbourne Victory y disputado los Juegos Olímpicos de Londres con Nueva Zelanda.

## Carrera

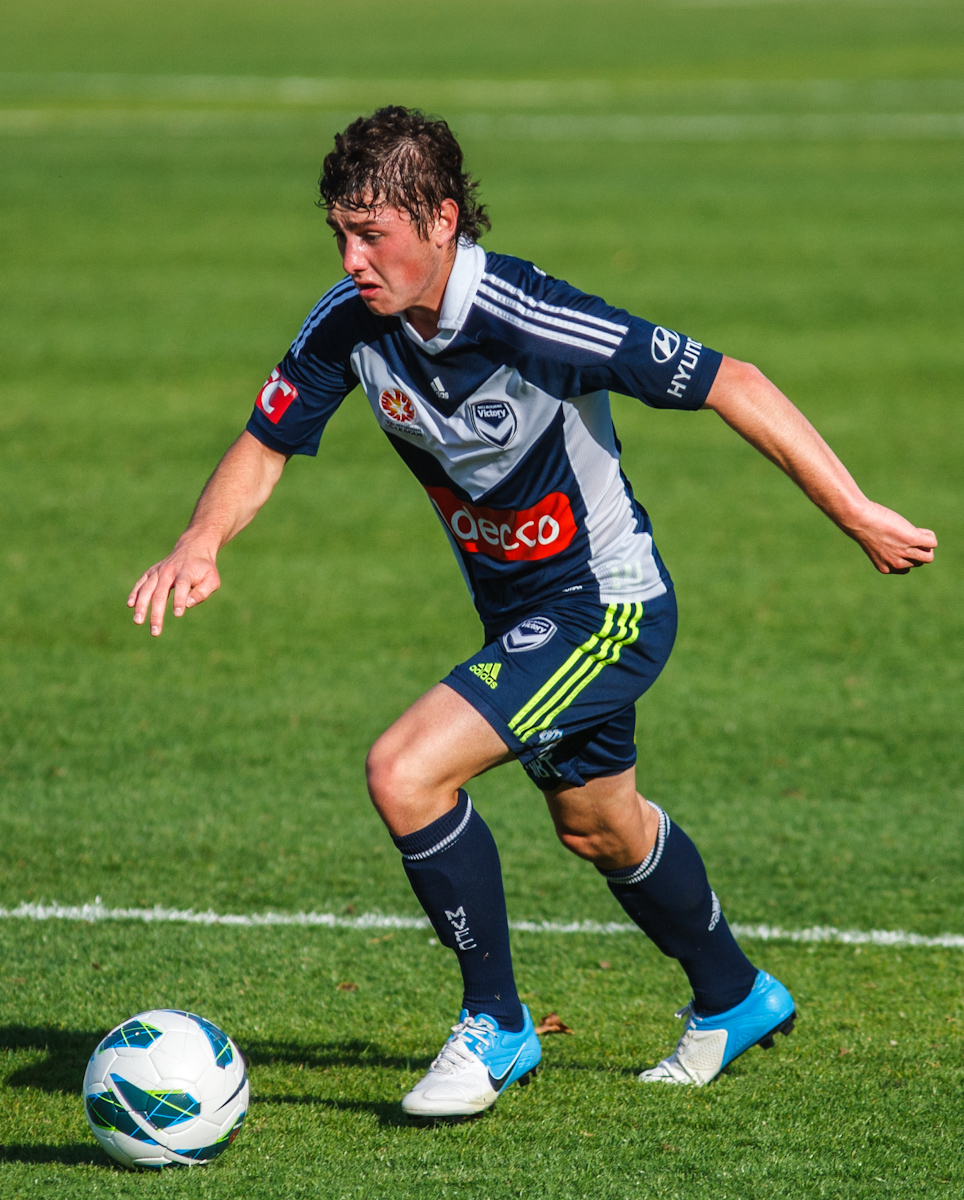
Marco Rojas en un partido entre los Central Coast Mariners y el Melbourne Victory (16 de septiembre de 2012)

Comenzó su carrera futbolística en el Waikato FC en 2008, permaneció solo un año en el club, ya que en 2009 el Wellington Phoenix de la A-League efectuó la compra de su pase. Luego de sus actuaciones en dicho club, en 2011 pasó al Melbourne Victory. En la temporada 2012-13, ganó la Medalla Johnny Warren, premio entregado al mejor jugador de la liga australiana, y el galardón al mejor jugador joven.
Por esto, rescindió su contrato con el Victory a mediados de 2013, con el fin de continuar su carrera en Europa. Finalmente, se decantó por firmar con el VfB Stuttgart, participante de la Bundesliga alemana.
En 2014 fue cedido por una temporada al Greuther Fürth. Pero luego de no encontrar suficiente tiempo de juego, Rojas se fue a préstamo al Thun suizo. Allí volvió a encontrar un buen rendimiento, por lo que el préstamo fue extendido un año más. En su regreso al Stuttgart en 2016, rescindió su contrato con la entidad alemana, volviendo al Melbourne Victory.
Convirtió 13 goles en 25 partidos durante la temporada 2016-17, colaborando para que el equipo llegara a la final, que perdería ante el Sydney. En 2017 fue contratado por el S. C. Heerenveen neerlandés. En 2019 se marchó al SønderjyskE danés. En enero de 2020, tras rescindir su contrato con el equipo danés, regresó al Melbourne Victory. El 14 de agosto de 2022 debuta en Colo Colo entrando desde la banca ante Palestino.

## Selección nacional
Jugó 7 partidos en la selección sub-20 de Nueva Zelanda, convirtiendo 4 goles. Dos de ellos fueron por la Copa Mundial Sub-20 de 2011, ante Uruguay y Portugal. Fue seleccionado entre los 18 jugadores que representaron a Nueva Zelanda en los Juegos Olímpicos de Londres 2012.
Su debut con la selección mayor se dio en un empate 1-1 ante China el 25 de marzo de 2011. Convirtió su primer gol con los All Whites en la goleada 6-1 ante las Islas Salomón por la clasificación al Mundial de Brasil 2014. En 2016 obtuvo el título en la Copa de las Naciones de la OFC y al año siguiente disputó tres partidos en la Copa FIFA Confederaciones 2017.

#### Partidos y goles internacionales
| Partidos y goles internacionales | Partidos y goles internacionales | Partidos y goles internacionales      | Partidos y goles internacionales | Partidos y goles internacionales | Partidos y goles internacionales           | Partidos y goles internacionales | Partidos y goles internacionales |
| #                                | Fecha                            | Estadio                               | Rival                            | Resultado                        | Competición                                | Gol(es)                          | Asistencia(s)                    |
| -------------------------------- | -------------------------------- | ------------------------------------- | -------------------------------- | -------------------------------- | ------------------------------------------ | -------------------------------- | -------------------------------- |
| 2011                             |                                  |                                       |                                  |                                  |                                            |                                  |                                  |
| 1                                | 25 de marzo                      | Estadio Wuhan Sports Center, Wuhan    | China                            | 1 – 1                            | Amistoso                                   |                                  |                                  |
| 2                                | 5 de junio                       | Adelaide Oval, Adelaida               | Australia                        | 0 – 3                            | Amistoso                                   |                                  |                                  |
| 2012                             |                                  |                                       |                                  |                                  |                                            |                                  |                                  |
| 3                                | 29 de febrero                    | Mount Smart Stadium, Auckland         | Jamaica                          | 2 – 3                            | Amistoso                                   |                                  | 55' a Chris Wood                 |
| 4                                | 23 de mayo                       | BBVA Compass Stadium, Houston         | El Salvador                      | 2 – 2                            | Amistoso                                   |                                  |                                  |
| 5                                | 26 de mayo                       | Estadio Cotton Bowl, Dallas           | Honduras                         | 1 – 0                            | Amistoso                                   |                                  |                                  |
| 6                                | 2 de junio                       | Estadio Lawson Tama, Honiara          | Fiyi                             | 1 – 0                            | Copa de las Naciones de la OFC 2012        |                                  |                                  |
| 7                                | 6 de junio                       | Estadio Lawson Tama, Honiara          | Islas Salomón                    | 1 – 1                            | Copa de las Naciones de la OFC 2012        |                                  |                                  |
| 8                                | 8 de junio                       | Estadio Lawson Tama, Honiara          | Nueva Caledonia                  | 0 – 2                            | Copa de las Naciones de la OFC 2012        |                                  |                                  |
| 9                                | 10 de junio                      | Estadio Lawson Tama, Honiara          | Islas Salomón                    | 4 – 3                            | Copa de las Naciones de la OFC 2012        |                                  | 29' a Chris Wood                 |
| 10                               | 7 de septiembre                  | Estadio Numa-Daly Magenta, Numea      | Nueva Caledonia                  | 2 – 0                            | Clasificación para la Copa Mundial de 2014 |                                  |                                  |
| 11                               | 11 de septiembre                 | Estadio North Harbour, Auckland       | Islas Salomón                    | 6 – 1                            | Clasificación para la Copa Mundial de 2014 | 83'                              |                                  |
| 12                               | 16 de octubre                    | AMI Stadium, Christchurch             | Tahití                           | 3 – 0                            | Clasificación para la Copa Mundial de 2014 |                                  |                                  |
| 13                               | 14 de noviembre                  | Estadio Hongkou, Shanghái             | China                            | 1 – 1                            | Amistoso                                   |                                  |                                  |
| 2013                             |                                  |                                       |                                  |                                  |                                            |                                  |                                  |
| 14                               | 22 de marzo                      | Forsyth Barr Stadium, Dunedin         | Nueva Caledonia                  | 2 – 1                            | Clasificación para la Copa Mundial de 2014 |                                  |                                  |
| 15                               | 13 de noviembre                  | Estadio Azteca, México, D. F.         | México                           | 1 – 5                            | Clasificación para la Copa Mundial de 2014 |                                  |                                  |
| 16                               | 20 de noviembre                  | Westpac Stadium, Wellington           | México                           | 2 – 4                            | Clasificación para la Copa Mundial de 2014 |                                  |                                  |
| 2014                             |                                  |                                       |                                  |                                  |                                            |                                  |                                  |
| 17                               | 30 de mayo                       | Mount Smart Stadium, Auckland         | Sudáfrica                        | 0 – 0                            | Amistoso                                   |                                  |                                  |
| 18                               | 14 de noviembre                  | National Stadium, Nanchang            | China                            | 1 – 1                            | Amistoso                                   |                                  |                                  |
| 19                               | 18 de noviembre                  | 80th Birthday Stadium, Korat          | Tailandia                        | 0 – 2                            | Amistoso                                   |                                  |                                  |
| 2015                             |                                  |                                       |                                  |                                  |                                            |                                  |                                  |
| 20                               | 31 de marzo                      | Estadio Mundialista, Seúl             | Corea del Sur                    | 0 – 1                            | Amistoso                                   |                                  |                                  |
| 21                               | 7 de septiembre                  | Estadio Thuwunna, Rangún              | Birmania                         | 1 – 1                            | Amistoso                                   |                                  |                                  |
| 22                               | 12 de noviembre                  | Estadio Al-Seeb, Mascate              | Omán                             | 1 – 0                            | Amistoso                                   |                                  |                                  |
| 2016                             |                                  |                                       |                                  |                                  |                                            |                                  |                                  |
| 23                               | 31 de mayo                       | Sir John Guise, Puerto Moresby        | Vanuatu                          | 5 – 0                            | Copa de las Naciones de la OFC 2016        |                                  |                                  |
| 24                               | 4 de junio                       | Sir John Guise, Puerto Moresby        | Islas Salomón                    | 1 – 0                            | Copa de las Naciones de la OFC 2016        |                                  |                                  |
| 25                               | 11 de junio                      | Sir John Guise, Puerto Moresby        | Papúa Nueva Guinea               | 0 – 0                            | Copa de las Naciones de la OFC 2016        |                                  |                                  |
| 26                               | 8 de octubre                     | Nissan Stadium, Nashville             | México                           | 1 – 2                            | Amistoso                                   | 46'                              |                                  |
| 27                               | 11 de octubre                    | RFK Stadium, Washington D. C.         | Estados Unidos                   | 1 – 1                            | Amistoso                                   |                                  |                                  |
| 28                               | 12 de noviembre                  | Estadio North Harbour, Auckland       | Nueva Caledonia                  | 2 – 0                            | Clasificación para la Copa Mundial de 2018 | 42' 72'                          |                                  |
| 29                               | 15 de noviembre                  | Stade Yoshida, Koné                   | Nueva Caledonia                  | 0 – 0                            | Clasificación para la Copa Mundial de 2018 |                                  |                                  |
| 2017                             |                                  |                                       |                                  |                                  |                                            |                                  |                                  |
| 30                               | 25 de marzo                      | Churchill Park, Lautoka               | Fiyi                             | 2 – 0                            | Clasificación para la Copa Mundial de 2018 | 55'                              |                                  |
| 31                               | 28 de marzo                      | Westpac Stadium, Wellington           | Fiyi                             | 2 – 0                            | Clasificación para la Copa Mundial de 2018 |                                  |                                  |
| 32                               | 2 de junio                       | Windsor Park, Belfast                 | Irlanda del Norte                | 0 – 1                            | Amistoso                                   |                                  |                                  |
| 33                               | 12 de junio                      | Estadio Traktar, Minsk                | Bielorrusia                      | 0 – 1                            | Amistoso                                   |                                  |                                  |
| 34                               | 17 de junio                      | Zenit Arena, San Petersburgo          | Rusia                            | 0 – 2                            | Copa FIFA Confederaciones 2017             |                                  |                                  |
| 35                               | 21 de junio                      | Estadio Olímpico, Sochi               | México                           | 1 – 2                            | Copa FIFA Confederaciones 2017             |                                  |                                  |
| 36                               | 25 de junio                      | Zenit Arena, San Petersburgo          | Portugal                         | 0 – 4                            | Copa FIFA Confederaciones 2017             |                                  |                                  |
| 37                               | 6 de octubre                     | Estadio Toyota, Nagoya                | Japón                            | 1 – 2                            | Amistoso                                   |                                  | 59' a Chris Wood                 |
| 38                               | 11 de noviembre                  | Westpac Stadium, Wellington           | Perú                             | 0 – 0                            | Clasificación para la Copa Mundial de 2018 |                                  |                                  |
| 39                               | 15 de noviembre                  | Estadio Nacional, Lima                | Perú                             | 0 – 2                            | Clasificación para la Copa Mundial de 2018 |                                  |                                  |
| 2018                             |                                  |                                       |                                  |                                  |                                            |                                  |                                  |
| 40                               | 24 de marzo                      | Pinatar Arena, Murcia                 | Canadá                           | 0 – 1                            | Amistoso                                   |                                  |                                  |
| 2019                             |                                  |                                       |                                  |                                  |                                            |                                  |                                  |
| 41                               | 16 de noviembre                  | Estadio LFF, Vilna                    | Lituania                         | 0 - 1                            | Amistoso                                   |                                  |                                  |
| 2022                             |                                  |                                       |                                  |                                  |                                            |                                  |                                  |
| 42                               | 9 de junio                       | Estadio Ciudad de la Educación, Rayán | Omán                             | 0 - 0                            | Amistoso                                   |                                  |                                  |

## Estadísticas

### Clubes
| Club                                | Div.             | Temporada        | Liga  | Liga  | Liga   | Copas nacionales | Copas nacionales | Copas nacionales | Copas internacionales | Copas internacionales | Copas internacionales | Total | Total | Total  |
| Club                                | Div.             | Temporada        | Part. | Goles | Asist. | Part.            | Goles            | Asist.           | Part.                 | Goles                 | Asist.                | Part. | Goles | Asist. |
| ----------------------------------- | ---------------- | ---------------- | ----- | ----- | ------ | ---------------- | ---------------- | ---------------- | --------------------- | --------------------- | --------------------- | ----- | ----- | ------ |
| Waikato F. C. Nueva Zelanda         | 1.ª              | 2008-09          | 13    | 1     | 1      | —                | —                | —                | —                     | —                     | —                     | 13    | 1     | 1      |
| Waikato F. C. Nueva Zelanda         | Total club       | Total club       | 13    | 1     | 1      | 0                | 0                | 0                | 0                     | 0                     | 0                     | 13    | 1     | 1      |
| Wellington Phoenix Nueva Zelanda    | 1.ª              | 2009-10          | 4     | 0     | 0      | —                | —                | —                | —                     | —                     | —                     | 4     | 0     | 0      |
| Wellington Phoenix Nueva Zelanda    | 1.ª              | 2010-11          | 17    | 2     | 5      | —                | —                | —                | —                     | —                     | —                     | 17    | 2     | 5      |
| Wellington Phoenix Nueva Zelanda    | Total club       | Total club       | 21    | 2     | 5      | 0                | 0                | 0                | 0                     | 0                     | 0                     | 21    | 2     | 5      |
| Melbourne Victory Australia         | 1.ª              | 2011-12          | 23    | 0     | 0      | —                | —                | —                | —                     | —                     | —                     | 23    | 0     | 0      |
| Melbourne Victory Australia         | 1.ª              | 2012-13          | 27    | 15    | 6      | —                | —                | —                | —                     | —                     | —                     | 27    | 15    | 6      |
| Melbourne Victory Australia         | 1.ª              | 2016-17          | 25    | 13    | 11     | 2                | 1                | 0                | —                     | —                     | —                     | 27    | 14    | 11     |
| Melbourne Victory Australia         | 1.ª              | 2019-20          | 10    | 6     | 1      | —                | —                | —                | 7                     | 1                     | 0                     | 17    | 7     | 1      |
| Melbourne Victory Australia         | 1.ª              | 2020-21          | 7     | 0     | 0      | 2                | 0                | 0                | —                     | —                     | —                     | 9     | 0     | 0      |
| Melbourne Victory Australia         | 1.ª              | 2021-22          | 27    | 6     | 7      | —                | —                | —                | 1                     | 0                     | 0                     | 28    | 6     | 7      |
| Melbourne Victory Australia         | Total club       | Total club       | 119   | 40    | 25     | 4                | 1                | 0                | 8                     | 1                     | 0                     | 131   | 42    | 25     |
| VfB Stuttgart II · Alemania         | 3.ª              | 2013-14          | 2     | 0     | 0      | —                | —                | —                | —                     | —                     | —                     | 2     | 0     | 0      |
| VfB Stuttgart II · Alemania         | 4.ª              | 2016-17          | 2     | 0     | 0      | —                | —                | —                | —                     | —                     | —                     | 2     | 0     | 0      |
| VfB Stuttgart II · Alemania         | Total club       | Total club       | 4     | 0     | 0      | 0                | 0                | 0                | 0                     | 0                     | 0                     | 4     | 0     | 0      |
| SpVgg Greuther Fürth · Alemania     | 2.ª              | 2014-15          | 3     | 0     | 0      | —                | —                | —                | —                     | —                     | —                     | 3     | 0     | 0      |
| SpVgg Greuther Fürth · Alemania     | Total club       | Total club       | 3     | 0     | 0      | 0                | 0                | 0                | 0                     | 0                     | 0                     | 3     | 0     | 0      |
| SpVgg Greuther Fürth II · Alemania  | 4.ª              | 2014-15          | 4     | 1     | 0      | —                | —                | —                | —                     | —                     | —                     | 4     | 1     | 0      |
| SpVgg Greuther Fürth II · Alemania  | Total club       | Total club       | 4     | 1     | 0      | 0                | 0                | 0                | 0                     | 0                     | 0                     | 4     | 1     | 0      |
| F. C. Thun · Suiza                  | 1.ª              | 2014-15          | 17    | 2     | 2      | —                | —                | —                | —                     | —                     | —                     | 17    | 2     | 2      |
| F. C. Thun · Suiza                  | 1.ª              | 2015-16          | 20    | 2     | 1      | 3                | 0                | 1                | 6                     | 1                     | 1                     | 29    | 3     | 3      |
| F. C. Thun · Suiza                  | Total club       | Total club       | 37    | 4     | 3      | 3                | 0                | 1                | 6                     | 1                     | 1                     | 46    | 5     | 5      |
| S. C. Heerenveen · Países Bajos     | 1.ª              | 2017-18          | 20    | 3     | 0      | 2                | 0                | 0                | 2                     | 1                     | 0                     | 24    | 4     | 0      |
| S. C. Heerenveen · Países Bajos     | 1.ª              | 2018-19          | 3     | 0     | 0      | 2                | 0                | 0                | —                     | —                     | —                     | 5     | 0     | 0      |
| S. C. Heerenveen · Países Bajos     | Total club       | Total club       | 23    | 3     | 0      | 4                | 0                | 0                | 2                     | 1                     | 0                     | 29    | 4     | 0      |
| S. C. Heerenveen U21 · Países Bajos | 3.ª              | 2017-18          | 6     | 7     | 0      | 1                | 0                | 0                | —                     | —                     | —                     | 7     | 7     | 0      |
| S. C. Heerenveen U21 · Países Bajos | 3.ª              | 2018-19          | 7     | 1     | 1      | —                | —                | —                | —                     | —                     | —                     | 7     | 1     | 1      |
| S. C. Heerenveen U21 · Países Bajos | Total club       | Total club       | 13    | 8     | 1      | 1                | 0                | 0                | 0                     | 0                     | 0                     | 14    | 8     | 1      |
| SønderjyskE Dinamarca               | 1.ª              | 2018-19          | 11    | 1     | 1      | —                | —                | —                | —                     | —                     | —                     | 11    | 1     | 1      |
| SønderjyskE Dinamarca               | 1.ª              | 2019-20          | 19    | 2     | 2      | 3                | 1                | 0                | —                     | —                     | —                     | 22    | 3     | 2      |
| SønderjyskE Dinamarca               | Total club       | Total club       | 30    | 3     | 3      | 3                | 1                | 0                | 0                     | 0                     | 0                     | 33    | 4     | 3      |
| SønderjyskE Reserves Dinamarca      | 3.ª              | 2018-19          | 4     | 0     | 0      | —                | —                | —                | —                     | —                     | —                     | 4     | 0     | 0      |
| SønderjyskE Reserves Dinamarca      | 3.ª              | 2019-20          | 1     | 0     | 0      | —                | —                | —                | —                     | —                     | —                     | 1     | 0     | 0      |
| SønderjyskE Reserves Dinamarca      | Total club       | Total club       | 5     | 0     | 0      | 0                | 0                | 0                | 0                     | 0                     | 0                     | 5     | 0     | 0      |
| Colo-Colo · Chile                   | 1.ª              | 2022             | 9     | 1     | 4      | 2                | 0                | 0                | —                     | —                     | —                     | 11    | 1     | 4      |
| Colo-Colo · Chile                   | 1.ª              | 2023             | 2     | 0     | 1      | 1                | 0                | 0                | 0                     | 0                     | 0                     | 3     | 0     | 1      |
| Colo-Colo · Chile                   | Total club       | Total club       | 11    | 1     | 5      | 3                | 0                | 0                | 0                     | 0                     | 0                     | 14    | 1     | 5      |
| Total en carrera                    | Total en carrera | Total en carrera | 283   | 63    | 43     | 18               | 2                | 1                | 16                    | 3                     | 1                     | 317   | 68    | 45     |

## Palmarés

### Títulos nacionales
| Título           | Club              | País      | Año  |
| ---------------- | ----------------- | --------- | ---- |
| FFA Cup          | Melbourne Victory | Australia | 2021 |
| Primera División | C.S.D. Colo-Colo  | Chile     | 2022 |
| Copa Chile       | C.S.D. Colo-Colo  | Chile     | 2023 |

### Títulos internacionales
| Título                | Club (*)           | Sede               | Año  |
| --------------------- | ------------------ | ------------------ | ---- |
| Campeonato Sub-20 OFC | Selección sub-20   | Nueva Zelanda      | 2011 |
| Preolímpico de la OFC | Selección sub-23   | Nueva Zelanda      | 2012 |
| Copa de las Naciones  | Selección nacional | Papúa Nueva Guinea | 2016 |

(*) Incluyendo la selección.

### Distinciones individuales
| Distinción                                        | Año     |
| ------------------------------------------------- | ------- |
| Jugador del año de la prensa (Wellington Phoenix) | 2010-11 |
| Jugador del año Sub-23 (Wellington Phoenix)       | 2010-11 |
| Futbolista del año de Oceanía                     | 2012    |
| Medalla Johnny Warren                             | 2012-13 |
| Mejor jugador joven de la A-League                | 2012-13 |